# Sparkasse Gronau
Die Sparkasse Gronau war eine Sparkasse in Nordrhein-Westfalen mit Sitz in Gronau (Westf.).

## Geschäftsgebiet und Träger
Das Geschäftsgebiet der Sparkasse Gronau umfasste die Stadt Gronau (Westf.) im Kreis Borken, welche auch Trägerin der Sparkasse war.

## Geschichte
Die Sparkasse Gronau wurde als „Sparkasse des Amtes Gronau“ am 1. April 1885 gegründet.
1910 erfolgte die Umbenennung in „Städtische Sparkasse“ später in „Stadtsparkasse Gronau“.
Die damals selbständige Gemeinde Epe unterhielt eine eigene Gemeindesparkasse, die später mit der Kreissparkasse Ahaus fusionierte. Nach der kommunalen Neugliederung 1975, in deren Rahmen die Gemeinde Epe in die Stadt Gronau eingemeindet wurde, wurden die Geschäftsstellen in Epe an die Stadtsparkasse Gronau übertragen.
Nach dem Wegfall der Gewährträgerhaftung wurde der Name der Sparkasse 2004 schließlich zu Sparkasse Gronau geändert.
Der Rat der Stadt Gronau (Westf.) hat während seiner Sitzung am 29. April 2015 Überlegungen über die weitere strategische Entwicklung der Sparkasse Gronau angestellt. Hierunter fielen auch die Möglichkeiten eines Zusammenschlusses mit den Sparkassen Westmünsterland oder Münsterland Ost. Schließlich fiel die Entscheidung zu einer Fusion mit der Sparkasse Westmünsterland.
Am 31. August 2015 wurde die Sparkasse Gronau rückwirkend zum 1. Januar 2015 von der Sparkasse Westmünsterland aufgenommen.
Die Sparkasse Westmünsterland unterhält seit der Fusion im ehemaligen Hauptstellengebäude der Sparkasse Gronau eine ihrer sechs Hauptniederlassungen.